# Polisportiva Licata 1992-1993
Questa pagina raccoglie le informazioni riguardanti la Polisportiva Licata nelle competizioni ufficiali della stagione 1992-1993.

## Rosa
| N. |                   | Ruolo | Calciatore          |
| -- | ----------------- | ----- | ------------------- |
|    | Italia (bandiera) | C     | Giuseppe Balsamo    |
|    | Italia (bandiera) | A     | Patrizio Chiaiese   |
|    | Italia (bandiera) | C     | Gaetano Delia       |
|    | Italia (bandiera) | C     | Vincenzo De Sio     |
|    | Italia (bandiera) | A     | Aldo Di Corcia      |
|    | Italia (bandiera) | D     | Massimo Drago       |
|    | Italia (bandiera) | A     | Francesco Filippone |
|    | Italia (bandiera) | C     | Marco Giampaolo (I) |
|    | Italia (bandiera) | P     | Santo Giuffrida     |
|    | Italia (bandiera) | D     | Vincenzo Lambertini |
|    | Italia (bandiera) | D     | Carmelo La Spada    |

| N. |                   | Ruolo | Calciatore                 |
| -- | ----------------- | ----- | -------------------------- |
|    | Italia (bandiera) | A     | Pino Lo Brutto             |
|    | Italia (bandiera) | A     | Aniello Matrone            |
|    | Italia (bandiera) | D     | Luigi Milazzo              |
|    | Italia (bandiera) | D     | Giuseppe Misiti            |
|    | Italia (bandiera) | D     | Aurelio Pagano             |
|    | Italia (bandiera) | D     | Rosario Priola             |
|    | Italia (bandiera) | C     | Giuseppe Romano            |
|    | Italia (bandiera) | C     | Antonio Maurizio Schillaci |
|    | Italia (bandiera) | D     | Matteo Siniscalco          |
|    | Italia (bandiera) | C     | Antonino Titone            |
|    | Italia (bandiera) | D     | Roberto Zuppardo           |

## Risultati

### Campionato

#### Girone di andata
| 13 settembre 1992 1ª giornata | Licata | 0 – 0 | Formia |  |

| 20 settembre 1992 2ª giornata | Bisceglie | 0 – 0 | Licata |  |

| 27 settembre 1992 3ª giornata | Licata | 1 – 0 | Savoia |  |

| 4 ottobre 1992 4ª giornata | Turris | 5 – 0 | Licata |  |

| 11 ottobre 1992 5ª giornata | Astrea | 2 – 0 | Licata |  |

| 18 ottobre 1992 6ª giornata | Licata | 0 – 0 | Sora |  |

| 25 ottobre 1992 7ª giornata | Matera | 0 – 0 | Licata |  |

| 1º novembre 1992 8ª giornata | Licata | 0 – 0 | Akragas |  |

| 8 novembre 1992 9ª giornata | Atletico Leonzio | 1 – 0 | Licata |  |

| 22 novembre 1992 10ª giornata | Licata | 1 – 1 | Vigor Lamezia |  |

| 29 novembre 1992 11ª giornata | Licata | 1 – 4 | Sangiuseppese |  |

| 6 dicembre 1992 12ª giornata | Altamura | 0 – 1 | Licata |  |

| 13 dicembre 1992 13ª giornata | Licata | 0 – 0 | Trani |  |

| 20 dicembre 1992 14ª giornata | Molfetta | 1 – 1 | Licata |  |

| 27 dicembre 1992 15ª giornata | Licata | 0 – 0 | Juventus Stabia |  |

| 24 gennaio 1992 16ª giornata | Catanzaro | 3 – 0 | Licata |  |

| 31 gennaio 1993 17ª giornata | Licata | 0 – 1 | Monopoli |  |

#### Girone di ritorno
| 7 febbraio 1993 18ª giornata | Formia | 1 – 0 | Licata |  |

| 14 febbraio 1993 19ª giornata | Licata | 0 – 0 | Bisceglie |  |

| 21 febbraio 1993 20ª giornata | Savoia | 4 – 1 | Licata |  |

| 7 marzo 1993 21ª giornata | Licata | 1 – 0 | Turris |  |

| 14 marzo 1993 22ª giornata | Licata | 1 – 0 | Astrea |  |

| 21 marzo 1993 23ª giornata | Sora | 2 – 0 | Licata |  |

| 28 marzo 1993 24ª giornata | Licata | 1 – 0 | Matera |  |

| 4 aprile 1993 25ª giornata | Akragas | 1 – 1 | Licata |  |

| 18 aprile 1993 26ª giornata | Licata | 0 – 0 | Atletico Leonzio |  |

| 25 aprile 1993 27ª giornata | Vigor Lamezia | 3 – 1 | Licata |  |

| 2 maggio 1993 28ª giornata | Sangiuseppese | 1 – 1 | Licata |  |

| 9 maggio 1993 29ª giornata | Licata | 1 – 0 | Altamura |  |

| 16 maggio 1993 30ª giornata | Trani | 1 – 1 | Licata |  |

| 23 maggio 1993 31ª giornata | Licata | 2 – 0 | Molfetta |  |

| 30 maggio 1993 32ª giornata | Juventus Stabia | 4 – 0 | Licata |  |

| 6 giugno 1993 33ª giornata | Licata | 3 – 3 | Catanzaro |  |

| 13 giugno 1993 34ª giornata | Monopoli | 0 – 1 | Licata |  |